# Pik Tschapajew
Der Pik Tschapajew (oder Tschapajewa; englisch Chapaeva) ist ein Berg im Tian Shan in Kirgisistan.

## Lage
Der 6371 m hohe Pik Tschapajew liegt im Bergkamm Tengritoo, der zwischen dem Nördlichen und Südlichen Engiltschek-Gletscher verläuft. Der Pik Tschapajew besitzt einen 6120 m hohen nordöstlich gelegenen Nebengipfel. Ein Berggrat führt von diesem weiter zum 6995 m hohen und 3,28 km ostnordöstlich gelegenen Khan Tengri. Der 5851 m hohe West-Sattel trennt die beiden Berge.

## Namensherkunft
Der Berg wurde nach Wassili Iwanowitsch Tschapajew, einem Kommandeur der Roten Armee im Russischen Bürgerkrieg, benannt.

## Besteigungsgeschichte
Der Pik Tschapajew wurde im Jahr 1937 von I. Tjutjunnikow erstbestiegen.

## Karten
- Blatt 0/15 Khan Tengri – Tien Shan, Kyrgyzstan, Alpenvereinskarte 1:100.000